# سفارة النرويج في أستراليا
سفارة النرويج في أستراليا هي أرفع تمثيل دبلوماسي لدولة النرويج لدى أستراليا. تقع السفارة في Yarralumla, Australian Capital Territory ‏ وهي تهدف لتعزيز المصالح النرويجية في أستراليا.

## وصلات خارجية
- الموقع الرسمي
- قائمة سفارات النرويج
- قائمة السفارات في أستراليا